# Бондя
 Бондя  — деревня в Кирово-Чепецком районе Кировской области в составе Коныпского сельского поселения.

## География
Расположена на расстоянии примерно 26 км на запад-юго-запад по прямой от центра района города Кирово-Чепецк.

## История
Известна с 1678 года как Починок Деминской Федянина над речкою Бахтеяркою с 3 дворами, в 1764 году (починок Демкинской Видякина)  60 жителей. В 1873 году в деревне Деминская (Деминская и Федякинская) дворов 10 и жителей 116, в 1905 (Деминская или Бандя) 18 и 123, в 1926 (Бондя или Деминский) 25 и 136, в 1950 26 и 132, в 1989 уже не оставалось постоянных жителей. Современное название утвердилось с 1939 года. 

## Население
Постоянное население составляло 7 человек (русские 100%) в 2002 году, 6 в 2010.